# 2-エチル-3-メチルピラジン
2-エチル-3-メチルピラジン（英: 2-Ethyl-3-methylpyrazine）はピラジンの2位にエチル基、3位にメチル基が結合した有機化合物である。消防法に定める第4類危険物 第2石油類に該当する。

## 用途
天然には糖およびアミノ酸を含有する食品の加熱調理により生じ、肉料理、焙煎したナッツ類、パン、ビールなどに広く存在する。欧米では加工食品用香料として利用される。日本でも2006年に食品添加物として認可を受けた。